# 第9屆香港電影金紫荊獎
第9屆香港電影金紫荊獎於2004年3月28日在香港藝術中心壽臣劇院舉行，由香港影評人協會主辦。

## 提名及獲獎名單
注：粗體字代表名單為獲獎
| 獎項                        | 名單                                     |
| 最佳影片                    | PTU                                      |
| 最佳影片                    | 大隻佬                                   |
| 最佳影片                    | 忘不了                                   |
| 最佳影片                    | 無間道II                                 |
| 最佳影片                    | 無間道III：終極無間                      |
| 最佳導演                    | 杜琪峰（PTU）                            |
| 最佳導演                    | 邱禮濤（給他們一個機會）                 |
| 最佳導演                    | 韋家輝、杜琪峰（大隻佬）                 |
| 最佳導演                    | 劉偉強、麥兆輝（無間道II）               |
| 最佳導演                    | 劉偉強、麥兆輝（無間道III：終極無間）    |
| 最佳男主角                  | 任達華（PTU）                            |
| 最佳男主角                  | 張學友（金雞2）                          |
| 最佳男主角                  | 黃秋生（無間道II）                       |
| 最佳男主角                  | 劉德華（大隻佬）                         |
| 最佳男主角                  | 劉德華（無間道III：終極無間）            |
| 最佳女主角                  | 毛舜筠（大丈夫）                         |
| 最佳女主角                  | 吳君如（金雞2）                          |
| 最佳女主角                  | 張栢芝（忘不了）                         |
| 最佳女主角                  | 楊千嬅（地下鐵）                         |
| 最佳女主角                  | 劉嘉玲（無間道II）                       |
| 最佳男配角                  | 吳鎮宇（無間道II）                       |
| 最佳男配角                  | 林雪（PTU）                              |
| 最佳男配角                  | 原島大地（忘不了）                       |
| 最佳男配角                  | 梁家輝（大丈夫）                         |
| 最佳男配角                  | 廖啟智（無間道II）                       |
| 最佳女配角                  | 何超儀（豪情）                           |
| 最佳女配角                  | 谷祖琳（豪情）                           |
| 最佳女配角                  | 邵美琪（PTU）                            |
| 最佳女配角                  | 惠英紅（妖夜迴廊）                       |
| 最佳女配角                  | 盧巧音（六樓后座）                       |
| 最佳編劇                    | 韋家輝、游乃海、歐健兒、葉天成（大隻佬） |
| 最佳編劇                    | 麥兆輝、莊文強（無間道II）               |
| 最佳編劇                    | 彭浩翔、葉念琛、李敏（大丈夫）           |
| 最佳編劇                    | 游乃海、歐健兒（PTU）                    |
| 最佳編劇                    | 鄭丹瑞、張帆、黃真真（六樓后座）         |
| 最佳攝影                    | 張文寶（千機變）                         |
| 最佳攝影                    | 黃岳泰（戀之風景）                       |
| 最佳攝影                    | 劉偉強、伍文拯（無間道II）               |
| 最佳攝影                    | 鄭兆強（PTU）                            |
| 最敬業演員大獎 （特別表彰） | 張學友（金雞2）                          |